# Fumio Itabashi
Fumio Itabashi (jap. 板橋 文夫, Itabashi Fumio; * 8. März 1949 in Ashikaga, Präfektur Tochigi) ist ein japanischer Jazzpianist.

## Leben und Wirken
Itabashi erhielt ab dem achten Lebensjahr Klavierunterricht. Während seines Studiums an der Kunitachi-Musikhochschule in Tokio begann er, Jazz zu spielen. Er gehörte zunächst zur Band Sadao Watanabe, mit dem 1971 erste Aufnahmen entstanden. Dann gehörte er zum Quintett von Terumasa Hino (1974–1975). Von 1975 an leitete er eigene Gruppen, zunächst ein Trio, mit dem im selben Jahr den Livemitschnitt Tou (Frasco, mit Tsutomu Okada und Takuji Kusumoto) einspielte; 1979 legte er das Album Nature vor, das er mit Hideaki Mochizuki, Koichi Yamazaki, Kenichi Kameyama, Ryōjirō Furusawa, Yoshio Ohtomo und Hiroshi Hatsuyama eingespielt hatte.
Auf dem Soloalbum Watarase interpretierte er Jazzstandards wie „I Can’t Get Started“ und von japanischer Musik geprägte Eigenkompositionen. Zwischen 1978 und 1982 war er Mitglied im Quintett von Takeo Moriyama. Ferner nahm er mit Kohsuke Mine, Kazumi Watanabe, Hiroaki Katayama, Shigeharu Mukai, Takeo Moriyama, Tamami Koyakee, Seiichi Nakamura und Akira Ohmori auf. Ab den 1990er Jahren spielte er noch in New York City mit Ray Anderson, in Japan mit Hiroaki Katayama und Hideki Tachibana. Im Bereich des Jazz war er zwischen 1972 und 2011 an 39 Aufnahmesessions beteiligt.

## Diskographische Hinweise
- Watarase (Denon/Columbia, 1981) solo
- Impact (Paddle Wheel, 1984), mit Hitoshi Okano, Shigeharu Mukai, Tadanori Konakawa, Toshiyuki Honda, Shuichi Enomoto, Mikinori Fujiwara, Masayuki Sayama, Hiroshi Takashima, Yasushi Yoneki, Hiroshi Yoshino, Shota Koyama, Hiro Tsunoda, Shuichi „Ponta“ Murakami, Tomohiro Yahiro
- Red Apple (Paddle Wheel, 1985), mit Kazutoki Umezu, Koichi Hiroki, Hiroshi Yoshino, Shota Koyama
- Saiyuki (1992), mit Keizo Inoue, Mayumi Tachibana, Nobuyoshi Ino, Shota Koyama
- Tsuki-no-tsubo (1992), mit Tetsu Saitoh, Kazue Sawai, Lee Tae Baek, Kim Sung A